# フラッシュバック、夏。
『フラッシュバック、夏。』（フラッシュバック、なつ。）は、2011年7月27日に発売したRHYMESTERのアルバム。
初回限定盤には「フラッシュバック、夏。」のミュージックビデオが付属している。

## 収録曲
1. フラッシュバック、夏。
Produce : DJ Mitsu the Beats
TBS系「ランク王国」8・9月度OP曲
TBS系「ザキ神っ! 〜ザキヤマさんとゆかいな仲間たち〜」ED曲
TOKYO MX系「5時に夢中!サタデー」7月度ED曲。
テレビ大阪「antenna II」ED曲。
2. サマー・アンセム feat.小野瀬雅生 (CRAZY KEN BAND)
Produce : Mr. Drunk
CRAZY KEN BANDの小野瀬雅生がギターで参加。
江崎グリコ「ポッキーチョコレート スペースシャワーTVバージョン」CF曲。
3. Magic Hour feat.さかいゆう
Produce : DJ JIN
さかいゆうがボーカルで参加。
4. into the night
Produce : 宇多丸, 矢野博康
5. ザ・サウナ
Produce : Mr. Drunk
6. フラッシュバック、夏。 (☆TAKU TAKAHASHI A.K.A. THE SUITBOYS REMIX)
Remixed by ☆Taku Takahashi (m-flo/TCY Radio)
7. フラッシュバック、夏。 (DJ PMX Remix)
Remixed by DJ PMX
RHYMESTERとDJ PMXのコラボとしては、インディーズ時代のアルバム「俺に言わせりゃ」以来18年ぶり。
8. フラッシュバック、夏。 (Instrumental)
9. フラッシュバック、夏。 (Acapella)